# Realizm (literatura)
Realizm (od łac. realis „prawdziwy”) – wieloznaczny termin literaturoznawczy, oznaczający:
1. (w sensie szerokim) tendencję charakteryzującą się dążeniem do maksymalnego zbliżenia dzieła literackiego do rzeczywistości i jej jak najlepszego, zgodnego z prawdą odwzorowania (mimesis) oraz obiektywnego przedstawienia świata rzeczywistego w utworze literackim,
2. (w sensie węższym) kierunek literacki, ukształtowany we Francji w połowie XIX wieku i dominujący w ówczesnej literaturze europejskiej aż do pojawienia się symbolizmu.

## Realizm jako stosunek literatury do rzeczywistości
Realizm w tym znaczeniu rozumiany jest jako próba ścisłego odwzorowania i obiektywnej prezentacji rzeczywistości w literaturze. Jego korzenie sięgają starożytności i estetycznych teorii Arystotelesa. Na jego ukształtowanie wpłynęło pojawienie się gatunku powieściowego w XVIII wieku oraz emancypacja mieszczaństwa i wzrost roli tej warstwy jako odbiorcy literackiego, a wyeksponowała go XIX-wieczna krytyka literacka (m.in. Jules Champfleury i Louis Edmond Duranty), uznająca naśladowanie rzeczywistości za optymalną metodę twórczą. Pierwotnie realizm miał naśladować rzeczywistość poprzez możliwie dokładne ukazywanie czasów współczesnych, a także poprzez szczegółowe zarysowywanie warunków życia codziennego. W ramach tak rozumianego realizmu ważne osiągnięcia należały do XVIII- i XIX-wiecznej literatury angielskiej (m.in. Charles Dickens) i XIX-wiecznej literatury francuskiej (m.in. Honoré de Balzac). Ponadto pod koniec XIX wieku kategoria „realizmu” przyjęła, oprócz wartości opisowej, również funkcję wartościującą – według krytyki pozytywistycznej i marksistowskiej literacki utwór „realistyczny” był w zawsze bardziej wartościowy niż „nierealistyczny”, ponieważ pozwalał pełnić funkcje edukacyjne i uświadamiające.
W XX wieku, wraz ze skomplikowaniem się pojęcia rzeczywistości, termin „realizm” stał się terminem wieloznacznym, różnorodnie definiowanym według różnych teoretyków. Zofia Mitosek włącza do niego m.in. kontynuatorów XIX-wiecznego realizmu, wskazując na takie cechy jak: ujmowanie rzeczywistości w ramach logiki przyczynowo-skutkowej, wybieranie takich form literackich, w których opowiadanie przeważa nad opisem, występowanie trzecioosobowego narratora wszystkowiedzącego oraz obecność języka potocznego. Badaczka wskazuje ponadto, że realizm może być rozumiany i stosowany nie w znaczeniu pewnej metody twórczej, ale jako uniwersalna kategoria opisowa, która może być „narzucana” pewnym utworom, niezależnie od stosowanych przez ich autorów technik artystycznych. Henryk Markiewicz natomiast podzielił współczesny realizm według trzech rodzajów reprezentatywności: werystycznej (opartej na życiowym prawdopodobieństwie i obfitości szczegółów, niekoniecznie ujmującej prawa rządzące rzeczywistością, np. Pola Gojawiczyńska Dziewczęta z Nowolipek), homologicznej (polegającej na ujmowaniu prawd i zasad rządzących światem, posługując się niekoniecznie realistycznym opisem rzeczywistości, ale też symbolem, fantastyką czy groteską, np. Franz Kafka) oraz typowej (zarówno przekazującej prawdopodobny obraz świata i zdarzeń, jak również ujmującej prawa rządzące rzeczywistością, np. Noce i dnie Marii Dąbrowskiej). Roger Garaudy stwierdził natomiast, że realistyczne jest każde dzieło sztuki czy literatury, które w jakikolwiek sposób wychodzi poza sferę artyzmu i w tym sensie realistyczne byłyby np. obrazy Picassa czy powieści Kafki. Michel Riffaterre wskazywał natomiast, że tekst literacki nie jest prawdziwy, dlatego że naśladuje czy dokumentuje rzeczywistość, ale dlatego, że zgadza się ze zbiorem klisz, szablonów i wyobrażeń na temat rzeczywistości, które nosi w sobie czytelnik; według poglądów badacza utwór literacki w ogóle nie łączy się z rzeczywistością, a jedynie z jej obrazem w głowie czytelnika.

## Realizm jako prąd literacki
Po raz pierwszy termin realizm w znaczeniu XIX-wiecznym pojawił się we Francji w 1826 roku w 13 numerze czasopisma „Mercure français du XIX siècle”, jako synonim „literatury prawdy”. Szybko jednak nabrał negatywnego zabarwienia i był przez kilkadziesiąt następnych lat używany przez krytyków, którzy negatywnie oceniali niektóre dokładne opisy pojawiające się w ówczesnej literaturze (w tym romantycznej). Redefinicję tego pojęcia przeprowadził Jules Champfleury w swoich publikacjach: Le réalisme (1857) i Grandes figures d’hier et d’aujourd’hui (Wielkie postacie dnia wczorajszego i dzisiejszego, 1861). Ocenił w nich wiele ówczesnych francuskich powieści, klasyfikując je albo jako nielicujące się z realnym życiem, faktami i obfitujące w liryzm (za takie uważał powieści Eugène Sue, Aleksandra Dumasa i George Sand), albo spełniające wymogi definiowanego przez siebie realizmu, ukazującego społeczne zależności, a także bezosobowy i bezstronny opis świata. Jako prekursora i najdoskonalszego realizatora takich założeń literatury uważał Honoriusza Balzaka (głównie za cykl Komedia ludzka) oraz Stendhala (Czerwone i czarne). Champfleury postulował, ażeby autor, przed przystąpieniem do pisania, odwiedzał miejsca pracy, przeprowadzał wywiady, rozmawiał z ludźmi gromadząc dokumentację, którą później powinien wykorzystać w swojej twórczości.
Podobne do Champfleury’ego poglądy głosili Edmond Duranty, Jules Assézat i Henri Thulié, którzy w 1856 roku założyli czasopismo „Réalisme” (ukazało się sześć numerów – do 1857 roku). Na łamach tego periodyku postulowali, aby literatura możliwie najwierniej odtwarzała środowisko społeczne epoki (w taki sposób, aby było to dla każdego czytelnika zrozumiałe). Pisarze powinni ponadto poruszać tylko takie tematy, które dotyczą jak największej liczby ludzi.
Na ukształtowanie się francuskiego realizmu duży wpływ miało także pojawienie się Pani Bovary Gustawa Flauberta (1857), chociaż sam autor odżegnywał się od tego terminu: w liście do pani Roger de Genettes (w październiku 1856) pisał: To z nienawiści do realizmu przedsięwziąłem tę powieść. W innych wypowiedziach pisarz jednak negował romantyczne natchnienie, przedkładając nad to żmudną pracę pisarską, w tym drobiazgową obserwację świata, faktów czy gestów. Podobne poglądy głosił Guy de Maupassant.
Dla francuskich realistów najważniejszym gatunkiem literackim stała się powieść, w której centralną postacią miała stać się postać literacka, ale ukazana na szerokim tle społecznym. Główny bohater powinien być typowy dla swojego środowiska, a nie zindywidualizowany. Podnoszono postulat unaukowienia powieści, aby zyskała cechy obiektywizmu.
Granica pomiędzy realizmem a naturalizmem jest we Francji płynna: elementy obu poetyk można odnaleźć w powieściach braci Goncourtów (Edmonda i Jules’a), w Listach z mojego młyna Alphonse’a Daudeta, Scenach z życia cyganerii Henriego Murgera. Emil Zola wiele cech realizmu zaadaptował w swojej koncepcji naturalizmu. We francuskiej krytyce literackiej terminy te były czasami używane zamiennie.